# Keeping watch above the flowers
Keeping watch above the flowers is een kunstwerk van Richard John Jones in Amsterdam-Zuid.
Het kunstwerk staat opgesteld tussen de zitbankjes aan het Beethovenplein, dat om een reeks gebouwen is gelegen. Aan het plein staan gebouwen in gebruik bij het Sint-Nicolaaslyceum, advocatenkantoor Stibbe en AkzoNobel. Achter die gebouwen zijn de 'bedrijven' richting Beatrixpark vertegenwoordigd door respectievelijk de kunstwerken Kennisoverdracht uit 1965, Dak van de parkeergarage van Stibbe uit 2015 en Keeping watch above the flowers uit 2018. Keeping watch above the flowers bestaat uit een houten plateau met print, een stellage van staal en daarin wapperende bedrukte T-shirts. Het geheel maakte deel uit van Get Lost, een kunstroute in Amsterdam-Zuid die te volgen was van 22 juni tot 22 september 2018. Het plateau zou daarbij kunnen uitnodigen tot het geven van een voorstelling, waarbij de omliggende gebouwen de structuur aannemen van een amfitheater. De kunstenaar wilde de kijkers de vraag stellen hoe vrij je nog werkelijk bent. Hij wilde mensen iets artistieks later scheppen binnen de openbare ruimte, waarbinnen de mens al dan niet vrijwillig omringd wordt door techniek. De kunstenaar vond zijn werk passen bij de opdrachtgever (fabrikant van verven) en vond het aangenaam eens werk te ontwerpen voor buiten de kunstgalerie.
To keeping watch above the flowers is een dichtregel van Edgar Allan Poe (The valley of unrest).